# Кинг-Джордж (острова)
Острова Кинг-Джордж (фр. Îles du Roi Georges, англ. King George Islands) — группа островов в северной части архипелага Туамоту (Французская Полинезия). Административно группа входит в состав коммуны Такароа.

## География
Группа состоит из трёх атоллов:
| № | Остров   | Площадь, км² | Площадь лагуны, км² | Население, чел. (2007) | Плотность, чел./км² | Координаты                 |
| - | -------- | ------------ | ------------------- | ---------------------- | ------------------- | -------------------------- |
| 1 | Ахе      | 12           | 138                 | 561                    | 46,75               | 14°29′ ю. ш. 146°19′ з. д. |
| 2 | Манихи   | 13           | 160                 | 818                    | 62,92               | 14°27′ ю. ш. 146°04′ з. д. |
| 3 | Такапото | 15           | 85                  | 472                    | 31,47               | 14°37′ ю. ш. 145°12′ з. д. |
| 4 | Такароа  | 20           | 93                  | 1105                   | 55,25               | 14°27′ ю. ш. 144°59′ з. д. |
| 5 | Тикеи    | 4            | —                   | необитаем              | —                   | 14°57′ ю. ш. 144°33′ з. д. |
|   | Всего    | 64           | 476                 | 2956                   | 46,19               | 14°32′ ю. ш. 147°08′ з. д. |

## История
Группа была открыта в 1616 году Лемером Якобом и Виллемом Схаутеном, однако на островах им высадиться не удалось. Современное название группа получила в 1765 году, когда англичанин Джон Байрон назвал острова в честь английского короля Георга III.